# DuckStation
DuckStation (ダックステーション) は、 フリーかつオープンソースで開発されている、PlayStationのゲームエミュレータである。対応プラットフォームは、Windows、macOS、Linux、Android、Xbox One、Nintendo Switch。
なお、このソフトウェアはソニー・インタラクティブエンタテインメントによって公認されたものではない。

## 概要
Dolphinの開発に参加したことで、エミュレーションコミュニティで既に知られていた、Stenzekが2019年8月に開発をスタートした。2023年現在も活発に開発が続けられている。
プレイアビリティ、スピード、長期的な保守性に焦点を当てた開発が行われており、目標は、ローエンドデバイスに適したパフォーマンスを維持しながら、できるだけ互換性を確保することである。
ePSXeやPCSXなどの、主要な既存のPlayStationエミュレータと競合する存在である。

## 特徴
オーバークロック、チート機能、拡張子がCHDのファイルのサポートなどの機能や、独自のプラグイン機能、信じられないほどのエミュレーション精度、快適で魅力的なQtベースのインターフェイス、多種多様なエミュレーション設定、および良好なレベルの互換性により、ePSXeとPCSX-Reloadedを上回るとの評価も得ている。

### 動作環境
x86、AArch32/armv7、AArch64/ARMv8、またはRISC-V/RV64の各アーキテクチャのCPUである必要がある。最大限のパフォーマンスの発揮には64ビットCPUが必要となる。
GPUに関しては、OpenGL 3.1/OpenGL ES 3.1/Direct3D 11機能レベル10.0（またはVulkan 1.1）以上に対応する必要がある。基本的に過去10年程度のものであれば動作する。
ゲームをプレイするには、BIOSのイメージファイルが必要となり、遊びたいゲームのリージョンコードと、用意したBIOSのリージョンコードが一致しない場合は、互換性の問題が発生する可能性がある。ゲームデータは自分でPS1本体から吸い出す必要がある。

### 操作
DuckStationには、Qtを使用したユーザインターフェースと、コントローラで使用できるフルスクリーンのインターフェイスがある。特に、Qtベースのインタフェースでは、自動更新を行うことも可能である。
UIの設計においては、Dolphinに追加されるコードを、テストのために先行で取り入れるケースもあり、開発者の stenzek自身「同じUI / UXの担当と一緒に設計した」ため、Dolphinから直接引き出されたとまで述べている。
コントローラについては、SDL、XInput、またはDInput互換のコントローラ（Xbox 360/Xbox One/Xbox Series X/Sなど）に対応するほか、WindowsでDUALSHOCK 3を使いたい場合は、PlayStation Nowの一部として含まれている公式のドライバをインストールする必要がある。
- ナムコのガンコンをマウス操作で再現できる他、ネジコンにも対応する。

### グラフィック
DuckStationは特に、PS特有のテクスチャやポリゴンの歪みの補正に強みを持っている。アップスケーリング、画像スケーリング、またはテクスチャフィルタリングなどの、改善された機能を備えている。3Dモデルのレンダリングは、PGXP（並列精密ジオメトリ変換パイプライン）を使用して改善することができる。これにより、画像が揺れにくくなり、テクスチャの歪みを軽減することができる。一部のゲームではチートコードによりフレームレートの60fps化も可能で、見違える程に滑らかな挙動を実現することもできる。
また、ワイドスクリーン化機能により、歪みを生じさせずに、3Dゲームを16:9などのより広いアスペクト比でレンダリングすることができる。

### その他
複数のリージョンのゲームの動作に対応する。1200以上のゲームタイトルについての互換性リストも公開されており、開発者が更新を行なっている。また、多くの他のエミュレータと同様に、クイックスタート、どこでもセーブに対応する。